# Joan Bradshaw
Joan Gail Bradshaw (* 14. April 1936 in Tulsa County, Oklahoma) ist eine US-amerikanische Schauspielerin.

## Leben
Joan Bradshaw wurde 1936 als Tochter des Speiseeisfabrikanten John Powers Bradshaw und Mary Elizabeth Merkle geboren. Sie wuchs in Houston, Texas auf.
Bereits mit 15 Jahren verließ Joan die Schule, um an Schönheitswettbewerben teilzunehmen. 1953 gewann sie die Wahl zur Miss Texas USA und landete bei der Wahl zur Miss USA auf dem vierten Platz. Erste Auftritte im Fernsehen konnte Joan in der Variety Show The Arthur Murray Party als Tänzerin ergattern. Joan bekam diverse Filmrollen, unter anderem spielte sie neben Glenn Ford, Elvis Presley und Jerry Lewis und arbeitete als Modell. Im Oktober 1956 war sie im Playboy.
Bekannt ist auch heute noch die 1957 von Earl Leaf geschossene Fotoserie, welche Joan  mit ihrem Zwergpudel beim Spaziergang durch Hollywood zeigt.
Als Joan 1961 den Filmproduzenten Frank Ross heiratete, beendete sie ihre Filmkarriere. Die Ehe mit Ross wurde 1974 geschieden, aus der Ehe gingen zwei Kinder hervor. Seit 2000 ist Jane mit James Yow Sitgreaves verheiratet und pendelt zwischen Los Angeles und South Padre Island.

## Veröffentlichungen
- 1954: Großrazzia (Dragnet)
- 1956: Mädchen ohne Mitgift (The Catered Affair)
- 1957: She Devil
- 1957: Gold aus heißer Kehle (Loving You)
- 1957: Back from the Dead
- 1957: Looking for Danger
- 1957: Young and Dangerous
- 1957: Der Regimentstrottel (The Sad Sack)
- 1958: Cowboy (Cowboy)
- 1958: Crash Landing
- 1959: Der Fischer von Galiläa (The Big Fisherman)